# Endocardite de Libman-Sacks
A endocardite de Libman-Sacks é uma forma de endocardite não bacteriana que é vista nos pacientes com lúpus eritematoso sistêmico e Síndrome do anticorpo antifosfolipideo. Caracteriza-se pela formação de pequenas lesões vegetantes, histologicamente caracterizadas por microtrombos de fibrina-plaqueta cercados por fibroblastos e macrofagos. É a manifestação cardíaca mais característica do lúpus, porém não é a mais comum. A anormalidade cardíaca mais comum no lúpus é a pericardite¹ (inflamação do pericárdio, a membrana que recobre o coração).